# Edu Guedes e Você
Edu Guedes e Você foi um programa de televisão brasileiro de culinária produzido e exibido pela RedeTV!, apresentado pelo chef de cozinha Edu Guedes.

## História
Antes de estrear, seu apresentador, o chef Edu Guedes, integrava a equipe do Melhor pra Você, juntamente com Celso Zucatelli e Mariana Leão, os três vindos da RecordTV, onde Edu e Celso eram apresentadores, e Mariana, repórter.
Em 23 de fevereiro de 2018, o Melhor pra Você foi cancelado devido a baixa audiência, Edu e Celso ganharam programas solo e Mariana Leão saiu da RedeTV! em março.
Ás pressas, dois programas foram criados para substituir o Melhor pra Você, "Fala Zuca" para Celso Zucatelli e "Edu Guedes e Você" para Edu Guedes.
Estreou em 26 de Fevereiro de 2018, ás 10h30, com uma receita de Churrasco Grego de Frango e Pão de Iogurte. Este programa registrou 1,2 pontos de audiência.
Após dois anos e sete meses no ar, o programa chegou ao fim por iniciativa do próprio apresentador. O programa foi exibido pela última vez em 18 de setembro de 2020. Sendo substituído posteriormente por uma extensão do programa Você na TV de João Kleber. 